# Caligo ecuadora
Caligo ecuadora är en fjärilsart som beskrevs av James John Joicey och William James Kaye 1917. Caligo ecuadora ingår i släktet Caligo och familjen praktfjärilar. Inga underarter finns listade i Catalogue of Life.